# 東京海上日動 By Your Side
『東京海上日動 By Your Side』（とうきょうかいじょうにちどう バイ・ユア・サイド）は、2009年10月1日～2010年3月31日までTOKYO FMをキーステーションにてJFN系列全国ネットで放送されていたラジオ番組。
『クロノス』の1コーナーとして放送されていた。"東京マリン・クオリティ"の東京海上日動火災保険の一社提供。

## 放送時間
- 7:20 - 7:27 （月曜 - 金曜）

## パーソナリティ
- （月曜～木曜）：中西哲生（『クロノス』パーソナリティ）
- （金曜）リサ・ステッグマイヤー（元『クロノス』金曜日パーソナリティ）

## 内容
- 毎週、様々な分野の一線で活躍する「ヒーロー」をピックアップ。その「ヒーロー」を支える「仲間＝サポーター」が日替わりで登場。そのサポーターにスポットを当て、その裏側をインタビュー形式で伝える。
- ヒーローによっては、サポーター本人が出演せず、ヒーロー自らがサポーターの紹介をすることもあった。
- 毎日、インタビュー後、日替わりで曲を流す（J-POP、洋楽などジャンルは問わず）、但し、中西から曲の紹介は一切無く、サポーターのリクエスト曲なのか、スタッフ側で一方的にかけているのかは不明。
- 番組終了前のCMでは、各放送局のアナウンサー・パーソナリティが東京海上日動の代理店のCMを担当していた（詳細は後述）。

## ヒーロー
- 2009年
  - 10月1日 - 中西哲生
  - 10月2日 - リサ・ステッグマイヤー
  - 10月5日-9日 - 葉加瀬太郎
  - 10月12日-16日 - 宮下純一
  - 10月19日-23日 - 若田光一
  - 10月26日-30日 - 小川直也
  - 11月2日-6日 - 大林素子
  - 11月9日-13日 - 白石康次郎
  - 11月16日-20日 - 太田雄貴
  - 11月23日-27日 - 反町康治
  - 11月30日-12月4日 - 三浦雄一郎
  - 12月7日-12月11日 - 勅使川原郁恵
  - 12月14日-12月18日 - 松井秀喜
  - 12月21日-12月25日 - 池谷幸雄
  - 12月28日-2010年1月1日 - ナイツ
- 2010年
  - 1月4日-1月8日 - 名波浩
  - 1月11日-1月15日 - 岩本勉
  - 1月18日-1月22日 - 荻原次晴
  - 1月25日-1月29日 - 前園真聖
  - 2月1日-2月5日 - スペシャル・ヴァージョン“By My Side”
    - リスナーから事前に募集していたサポート・ストーリーを紹介。

  - 2月8日-2月12日 - 佐々木譲
  - 2月15日-2月19日 - 雄星
  - 2月22日-2月26日 - 川島永嗣
  - 3月1日-3月5日 - 瀧本誠
  - 3月8日-3月12日 - 木村和司
  - 3月15日-3月19日 - 有森裕子
  - 3月22日-3月26日 - トータルテンボス
  - 3月29日-3月31日 - 横山幸雄

## ご当地CM
- この番組では、各放送局のアナウンサー・パーソナリティが東京海上日動の代理店のCMを読み上げる試みが行われた。いわば、「ご当地CM」である。放送される内容は放送局によって異なる。

### CMナレーション
- AIR-G' - 野宮範子
- FM青森 - 平山早苗
- FM岩手 - 石田麻衣
- Date fm - 黒田弘子
- AFM - 樋口暁子
- Boy-FM - 加藤漢太
- ふくしまFM - 小野寺彰子
- RADIO BERRY - DJエイミー
- FMぐんま - Sho1（しょういち）
- TOKYO FM - 柴田幸子
- FM-NIIGATA - 丸山結
- FMとやま - 今井隆信
- HELLO FIVE - 平山貴人
- FM福井 - 藤田佳代
- FM長野 - 高寺直美
- Radio 80 - 平松亜希子
- K-MIX - 宮本淳子
- FM AICHI - 柿本恵美
- radio cube FM三重 - 西本亜裕子

- e-radio - 木谷美帆
- FM OSAKA - 森裕子
- Kiss-FM KOBE - 浜平恭子
- V-air - 角秀一
- FM岡山 - naomi
- HFM - 貢藤十六
- FMY - 新井道子
- FM徳島 - 大和たきみ
- FM香川 - 井川達雄
- JOEU-FM - 正岡省吾
- Hi-Six - 谷本美尋
- FM FUKUOKA - こはまもとこ
- FMS - 飯地紀美子
- fm nagasaki - DJ Mark
- FMK - 本田みずえ
- Air-Radio FM88 - 唐木恵美
- JOY FM - 榎木田智子
- μ-FM - ありまゆき
- FM沖縄 - 野底美智代

## 備考
- オープニングのタイトルコールは、2008年9月まで『クロノス』パーソナリティであった中田美香、エンディングのタイトルコールは月 - 木が『クロノス』パーソナリティの柴田幸子、金が『クロノス』パーソナリティのリサ・ステッグマイヤーが読み上げており、オープニングとエンディングの提供読み上げは月 - 金とも柴田幸子が行っている。